# Zoisit
Zoisit là một khoáng vật silicat đảo kép, thuộc nhóm epidot, và có công thức hóa học là Ca2Al3(SiO4)(Si2O7)O(OH). Zoisit được đặt theo tên nhà khoa học Slovenia Baron Sigmund Zois von Edelstein (Žiga Zois), ông đã nhận ra đây là một khoáng vật chưa được biết đến khi người bán khoáng vật Simon Prešern mang đến cho ông. Anh ta đã phát hiện nó ở vùng núi Saualpe (Svinška planina) của Carinthia năm 1805. Zoisit đầu tiên được gọi là saualpite theo loại địa phương của nó. 